# Gare de Recoubeau
 (octobre 2019).
Si vous disposez d'ouvrages ou d'articles de référence ou si vous connaissez des sites web de qualité traitant du thème abordé ici, merci de compléter l'article en donnant les références utiles à sa vérifiabilité et en les liant à la section « Notes et références ».
La gare de Recoubeau est une gare ferroviaire française fermée de la ligne de Livron à Aspres-sur-Buëch, située sur le territoire de la commune de Recoubeau-Jansac, dans le département de la Drôme en région Auvergne-Rhône-Alpes.
Mise en service en 1894, elle est fermée en 1972.

## Situation ferroviaire
Établie à 500 mètres d'altitude, la gare de Recoubeau est située au point kilométrique (PK) 67,207 de la ligne de Livron à Aspres-sur-Buëch, entre les gares ouvertes de Die et de Luc-en-Diois, en direction de Die s'intercale la gare fermée de Pont-de-Quart - Châtillon.

## Histoire
La gare de Recoubeau est mise en service le 1er juin 1894 par la Compagnie des chemins de fer de Paris à Lyon et à la Méditerranée (PLM), lorsqu'elle ouvre à l'exploitation la section de Die à Aspres-sur-Buëch de sa ligne de Livron à Aspres-sur-Buëch.
En 1911, Recoubeau figure dans le nomenclature des gares, stations et haltes, de la Compagnie des chemins de fer de Paris à Lyon et à la Méditerranée (PLM) : elle porte le no 12 sur la ligne de Livron à Briançon, entre les gares de Pont-de-Quart-Châtillon (no 11) et Luc-en-Diois (no 13). C'est une gare : qui peut expédier et recevoir des dépêches privées ; no 7 « ouverte au service complet de la grande vitesse, à l'exclusion des chevaux chargés dans des wagons-écuries s'ouvrant en bout et des voitures à 4 roues, à deux fonds et à deux banquettes dans l'intérieur, omnibus, diligences, etc. » ; no 1 : ouverte au service complet de la petite vitesse avec les mêmes exclusions que pour la grande vitesse.
La gare est fermée le 6 mars 1972 lors de la suppression du service omnibus sur la ligne.